# Ruth Cowan Nash
Ruth Cowan Nash (Salt Lake City, 15 de junio de 1901 – Harpers Ferry, 5 de febrero de 1993) fue una periodista estadounidense y la primera mujer corresponsal de guerra. Es famosa por su cobertura de la Segunda Guerra Mundial, durante la que siguió al Cuerpo Auxiliar de Mujeres del Ejército (WAAC, por sus siglas en inglés) e informó sobre las principales batallas para la agencia de noticias Associated Press.

## Primeros años
Ruth Cowan Nash nació en Salt Lake City, Utah, el 15 de junio de 1901, y fue la única hija de Ida (Baldwin) y William Henry Cowan. Su padre era un explorador minero que murió en 1911, momento en el que su madre compró una casa en Florida. El gobierno les exigió que vivieran en la finca para poder mantener su estatus de propietarias, y lo hicieron durante unos dos años tratando de cultivar pomelos y naranjos. Al final de ese periodo, regresaron a Salt Like City, donde Nash asistió al colegio religioso St. Mary's Academy, a pesar de que su familia no era católica. Ida había sido maestra anteriormente, y sentía que las escuelas privadas ofrecían una mejor educación, así que Cowan completó el séptimo y octavo grado allí.
A Ida no le gustaba el frío de Salt Lake City, y usó el dinero que había conseguido por la venta de su casa para mudarse a San Antonio, en Texas, y comenzó a viajar para encontrar un trabajo, pero Nash pidió quedarse. Su madre accedió, y encontró un internado para ella en la Ursuline Academy. Cowan nunca más volvió a vivir con su madre, y consiguió ingresos con trabajos eventuales mientras vivía en San Antonio y asistía a otras dos escuelas, la St. Michael's Academy y el Main Avenue High School. Mientras estaba en el instituto, trabajó como administrativa, bibliotecaria y en la sección de libros de unos grandes almacenes. Cuando se matriculó en el Main Avenue High School, la consideraron una estudiante avanzada y le permitieron graduarse en dos años. Durante su estancia allí, conoció a Elva Cunningham, la presidenta de la asociación de padres y maestros de San Antonio. Como su madre no tenía un domicilio habitual, Cunnginham invitó a Cowan a vivir con su familia, formada por ella y su esposo John, sus hijos y la hermana de Elva, Mary Carter.
Cowan se matriculó en la Universidad de Texas en Austin en 1919, y se fue de la casa de Cunningham, que siguió siendo como una segunda familia para ella. Mientras estuvo allí, continuó haciendo trabajos ocasionales para mantenerse y vivió en un dormitorio católico, el Newman Hall. Durante este periodo, se puso el segundo nombre de Barbara, pero poco después lo cambió por Baldwin, el apellido de soltera de su madre, para complacerla. Cuando se graduó en 1923, se convirtió en profesora de álgebra en el instituto Main Avenue High School, donde había sido alumna. Mientras daba clase, volvió a vivir con los Cunninghams.

## Trayectoria
La carrera periodística de Cowan comenzó en 1924, cuando empezó a escribir a tiempo parcial como crítica de cine para el periódico San Antonio Evening News. Consiguió el trabajo a través de Mary Carter, hermana de Elva Cunningham, que conocía al director del periódico y trabajaba en la redacción. En 1926, la contrataron para un puesto a tiempo completo, y recordó en una entrevista que le gustaba particularmente conseguir "asignaciones nocturnas... porque no creían que debía tenerlas". También comenzó a ofrecer sus servicios como periodista independiente, y escribió para otros periódicos, como el Houston Chronicle, bajo el nombre de Baldwin Cowan para disfrazar su género. Mientras trabajaba para el Houston Chronicle, conoció a Oveta Culp Hobby y se hicieron rápidamente amigas. Continuó trabajando en el San Antonio Evening News hasta 1929, periodo en el que cubrió la Convención Nacional Demócrata de 1928 en Houston, Texas, donde entrevistó a Franklin D. Roosevelt.
Impresionada por su trabajo allí, que había escrito bajo su seudónimo de Baldwin Cowan, la agencia de noticias United Press le ofreció un trabajo en enero de 1929, que aceptó. Poco después, un ejecutivo de la agencia llegó a la redacción buscando elogiar el trabajo de Baldwin Cowan. Cuando se hizo evidente que no existía tal hombre, sólo Ruth Cowan Nash, fue despedida.
Mientras tanto, Kent Cooper de la Associated Press había empezado a contratar mujeres durante su mandato como director general, a partir de 1925. Al ser despedida de United Press por ser mujer, Cowan escribió una carta a Cooper que comenzaba así: "Estimado Sr. Cooper. Lo primero de todo, soy una chica. A primera vista, paso por un hombre. Pero a pesar de mi feminidad, necesito un trabajo, quiero uno con la AP y puedo mantenerlo". Cooper la contrató en seguida y trabajó allí durante los siguientes 27 años como reportera, escribiendo sobre muchos eventos históricos importantes, aunque a menudo fue presionada por sus superiores para cubrir las noticias desde el "punto de vista de la mujer".
Inicialmente fue asignada a la ciudad de Chicago, en Illinois, donde cubrió el juicio del gánster Al Capone. Mientras cubría el caso, recordó haber notado un "rasgo característico" por el que Capone cojeaba por el pasillo de la sala. Cowan preguntó: "Zapatos nuevos. Duelen, ¿verdad?" a lo que Capone respondió "Sí", y ella lo usó como gancho para su reportaje. Luego fue asignada a Washington D. C., donde cubrió la vida social, las historias de interés humano y las conferencias de prensa de Eleanor Roosevelt. Finalmente, se hizo amiga de la entonces primera dama, y se escribían a menudo. Mientras estaba en Washington, pasó mayo de 1942 cubriendo la introducción y futura aprobación del proyecto de ley que estableció el Cuerpo Auxiliar de Mujeres del Ejército (WAAC), más tarde conocido como el Cuerpo de Mujeres del Ejército (WACs).

## Periodismo en la Segunda Guerra Mundial
Después de cubrir el establecimiento de las WACs, Cowan pidió seguir a su primer contingente en el extranjero. Su solicitud fue aprobada por su amiga Culp Hobby, que era entonces la directora de las WACs. Poco después, Associated Press también aprobó su solicitud, y Cowan partió hacia el norte de África, donde informó sobre las WACs, los hospitales y las operaciones militares. La acompañaba otra reportera, Inez Robb del International News Service. Juntas fueron las primeras mujeres acreditadas como corresponsales de guerra del ejército de los Estados Unidos, hecho que podría interpretarse como el uso de Robb y Cowan como herramientas de propaganda para reclutar más mujeres para las WACs, o para conseguir más apoyo para la guerra por parte de las mujeres estadounidenses. Mientras hacía sus reportajes, a Cowan se le exigía usar el mismo uniforme que las mujeres del ejército, y se le exigía que cumpliera con todos los reglamentos de un miembro de las Fuerzas Armadas.
Mientras estaba destinada en Argelia, a partir de enero de 1943, se encontró con una resistencia considerable tanto del ejército de los Estados Unidos como de sus compañeros de trabajo en la Associated Press. Cowan sospechaba que Wes Gallagher, director de la oficina de AP en el norte de África, que llegaría a ser presidente y director general de AP, era contrario a su trabajo, llegando incluso a ponerla en una posición en la que él sabía que sería atacada. Sin embargo, no todos se oponían a su trabajo. Poco después de su llegada a Argelia, Cowan conoció al general George Patton que, según se cuenta, le preguntó cuál era la primera regla de la guerra, a lo que ella respondió: "Matar antes de que el otro te mate". Después de esta contestación Patton declaró: "Ella se queda".
En mayo de 1943, Cowan fue asignada a Inglaterra, donde cubrió la llegada de los WACs allí y los preparativos para la invasión europea. Luego, en septiembre de 1944, se mudó a Francia y estuvo presente para la liberación de París. También cubrió la Batalla de las Ardenas. Cowan cubrió la guerra sin descanso desde 1943 a 1945, mezclando tinte para el cabello en su casco para mantener su cabello rubio impecable. Muchas de sus historias eran sobre las mujeres y el esfuerzo de la guerra, pero también escribió sobre los soldados heridos, los nuevos tratamientos médicos y los efectos de la guerra en los civiles.

## Regreso a Estados Unidos y jubilación
En abril de 1945, Cowan fue reasignada a la oficina de AP en Washington, y después de la guerra cubrió El Pentágono, el House Armed Services Committee, y noticias del Ejército en general hasta 1956. En 1956, fue forzada a retirarse de AP, cuya política establecía que las mujeres no podían trabajar después de cumplir 55 años. La edad de jubilación obligatoria para los hombres en ese momento era de 65 años.
Al principio de su jubilación forzosa, Cowan se casó con Bradley De Lamater Nash, un graduado de la Universidad de Harvard y experto en operaciones gubernamentales, que había trabajado como Subsecretario de Comercio. Se mudaron juntos a Harpers Ferry, en Virginia Occidental, donde eran dueños de la granja High Acres. Cowan usó su retiro para continuar escribiendo, esta vez trabajando en sus memorias sobre sus experiencias durante la guerra. Su manuscrito, titulado Why Go to War? (¿Por qué ir a la guerra?), fue rechazado por la editorial a la que lo envió en 1946 debido a la saturación del mercado con libros de guerra.
Cowan también fue miembro activo del Partido Republicano y, de mayo de 1957 a agosto de 1958, se desempeñó como consultora de relaciones públicas para la división de mujeres del Comité Nacional Republicano.
A partir de septiembre de 1958, se desempeñó como asistente administrativo confidencial de Bertha Adkins, la Subsecretaria del Departamento de Salud, Educación y Bienestar de los Estados Unidos. En ese mismo año, también se convirtió en miembro del Defense Advisory Committee on Women in the Services (DACOWITS).
Tanto ella como su marido estuvieron activos en su retiro, y Bradley Nash fue el alcalde de Harpers Ferry durante muchos años. Donaron partes de sus tierras al Servicio de Parques Nacionales en 1984 para crear una reserva de vida silvestre.

## Muerte y legado
Cowan murió el 5 de febrero de 1993 de un paro respiratorio mientras dormía. Tenía 91 años. No tenía hijos. Sus trabajos se encuentran actualmente en la Biblioteca Schlesinger de la Universidad de Harvard, en la ciudad de Cambridge, en Massachusetts.